# أمناء المكتبة المقاتلين
أمناء المكتبة المقاتلين (باليابانية: 戦う司書، بالروماجي: Tatakau Shisho) هي سلسلة رواية خفيفة من تأليف إيشيو ياماغاتا ورسم شيغيكي مايشيما، نشرت من قبل شوئيشا، منذ 22 سبتمبر عام 2005 حتى 22 يناير عام 2010، وتكونت من 10 مجلدات. اقتبست إلى سلسلة مانغا من تأليف ورسم كوكونوتسو شينوهارا، نشرت في مجلة ألترا جمب إيغ [الإنجليزية]، منذ 19 مارس عام 2008 حتى 19 أكتوبر عام 2009، تم تجمع فصول المانغا في 3 مجلدات تانكوبون، نشرت في 19 فبراير عام 2009 حتى 19 فبراير عام 2009. أنتجت الرواية الخفيفة إلى مسلسل أنمي من قبل استوديو ديفيد برودكشن، عرض في 2 أكتوبر عام 2009 واستمر عرضه حتى 2 أبريل عام 2010 وتكون من 27 حلقة.

## القصة
تدور أحداث القصة عن عالم يتحول فيه الأشخاص المتوفون إلى كتب ويتم تخزينهم في مكتبة بانتورا، يمكن لأي شخص يقرأ كتابًا منهم أن يعلم ماضيه. تحمى مكتبة بانتورا من قبل أمناء المكتبة المسلحين، الذين يتمتعون بقدرات خارقة، وعدوهم هو طائفة تعرف باسم كنيسة شينديكي.

## الشخصيات
هاميوتسو مايسيتا (باليابانية: ハミュッツ＝メセタ، بالروماجي: Hamyuttsu Meseta)
أداء صوتي: رومي باكو
ماتالاست بالوري (باليابانية: マットアラスト＝バロリー، بالروماجي: Mattoarasuto Barorī)
أداء صوتي: تورو أوكاوا
ميريبوك فينديل (باليابانية: ミレポック＝ファインデル، بالروماجي: Mirepokku Fainderu)
أداء صوتي: ميوكي ساواشيرو
فولكن ماكماني (باليابانية: ヴォルケン＝マクマーニ، بالروماجي: Voruken Makumāni)
أداء صوتي: يويتشي ناكامورا
نولوتي مالتش (باليابانية: ノロティ＝マルチェ، بالروماجي: Noroti Maruche)
أداء صوتي: هاروكا توماتسو
روروتا كوزانكونا (باليابانية: ルルタ＝クーザンクーナ، بالروماجي: Ruruta Kūzankūna)
أداء صوتي: تاكاهيرو ساكوراي
موكانيا فولورو' (باليابانية: モッカニア＝フルール، بالروماجي: Mokkania Furūru)
أداء صوتي: أكيرا إيشيدا
إيريا كيتي (باليابانية: イレイア＝キティ، بالروماجي: Ireia Kiti)
أداء صوتي: آكيو تاكيغوتشي
تشاكولي كوكوت (باليابانية: チャコリー＝ココット، بالروماجي: Chakorī Kokotto)
أداء صوتي: آي نوناكا
فوتونا بادغامون (باليابانية: フォトナ＝バードギャモン، بالروماجي: Fotona Bādogyamon)
أداء صوتي: تورو فوروساوا
ماكيا ديكيشارت (باليابانية: マキア＝デキシアート، بالروماجي: Makia Dekishiāto)
أداء صوتي: ماساكي تيراسوما
إينلايك بيشيل
أداء صوتي: هيروفومي نوجيما
زاتوه روندوهون
أداء صوتي: كينجي هامادا
كاتشوا بينهاس (باليابانية: カチュア＝ビーインハス، بالروماجي: Kachua Bīinhasu)
أداء صوتي: تاميو أوكي
شيرون باكورنيزي
أداء صوتي: أياكو كاواسومي
كوليو تونيز (باليابانية: コリオ＝トニス، بالروماجي: Korio Tonisu)
أداء صوتي: ميو إيرينو
أوليفيرا ليتليت / ريناس فلورو
أداء صوتي: ساياكا أوهارا
شارلوت
أداء صوتي: ناومي كوسومي

## وصلات خارجية
- موقع الأنمي الرسمي باللغة اليابانية
- أمناء المكتبة المقاتلين على موقع IMDb (الإنجليزية)
- أمناء المكتبة المقاتلين على موقع ليتربوكسد (الإنجليزية)
- أمناء المكتبة المقاتلين على موقع كينوبويسك (الروسية)
- أمناء المكتبة المقاتلين على موقع قاعدة بيانات الفيلم (الإنجليزية)
- أمناء المكتبة المقاتلين على موقع ANN anime (الإنجليزية)